# سیارک ۱۰۳۷۵
سیارک ۱۰۳۷۵ (به انگلیسی: 10375 Michiokuga، نامگذاری:1996HM1) ده هزار و سیصد و هفتاد و پنجمین سیارک کشف شده‌است که در ۲۱ آوریل ۱۹۹۶ کشف شد.
قدر مطلق سیارک برابر ۱۶٫۳۰ است.